# دانييلي بونيرا
دانييل بونيرا (Daniele Bonera) (بريشا، 31 مايو 1981)، يبلغ طوله 183 ووزنه 74، بدأ مسيرته الكروية مع نادي بريشا في عام 1999، واستطاع أن يلعب معه 60 مباراة، ولم يسجل أي هدف، وفي عام 2002 انتقل إلى نادي بارما، ولعب له 111 وسجل فيها هدف واحد، وفي صيف 2006 انتقل إلى نادي إيه سي ميلان، وكان ضمن المنتخب المشارك في أولمبياد أثينا 2004 والحائز على الميدالية البرونزية.

## روابط خارجية
- دانييلي بونيرا على موقع الاتحاد الدولي (مؤرشف)  (الإنجليزية)
- دانييلي بونيرا على موقع الاتحاد الأوربي (الإنجليزية)
- دانييلي بونيرا على موقع قاعدة بيانات كرة القدم.إي يو (الإنجليزية)
- دانييلي بونيرا على موقع ناشيونال فوتبول تيمز (الإنجليزية)
- دانييلي بونيرا على موقع Soccerbase.com (لاعب) (الإنجليزية)
- دانييلي بونيرا على موقع Soccerway.com (الإنجليزية)
- دانييلي بونيرا على موقع عالم كرة القدم.نت (الإنجليزية)
- دانييلي بونيرا على موقع كووورة
- دانييلي بونيرا على موقع أوليمبيديا (الإنجليزية)
- دانييلي بونيرا على موقع اللجنة الأولمبية الإيطالية (الإيطالية)